# Aguadulce (Panama)
Aguadulce ist ein Corregimiento und eine Kleinstadt an der Panamericana-Straße 197 km westlich der Hauptstadt Panama-Stadt des mittelamerikanischen Staates Panama. Aguadulce ist größte Stadt in der Provinz Coclé und Hauptstadt des Bezirks Aguadulce. Sie hat 17.237 Einwohner (2005). Bedeutend sind ihre Salinen.
Das Bevölkerungswachstum beträgt jährlich 1,5 %, 1960 hatte Aguadulce erst 6053 Einwohner.

## Geschichte
Der genaue Gründungszeitpunkt der Stadt, die vollständig San Juan Bautista de Aguadulce heißt, ist unbekannt; eine Siedlung bestand in jedem Fall bereits im 18. Jahrhundert, auch wenn als offizielles Gründungsdatum der 19. Oktober 1848 gilt, als die Provinzialkammer Panamas – damals eine Provinz Kolumbiens – der Stadt ihre offiziellen Privilegien verlieh.

## Wirtschaft
Neben der Salzproduktion in den Salinen ist von jeher die Zuckerproduktion von Bedeutung, da in der Gegend zahlreiche Zuckerrohrplantagen bestehen. Entsprechend verfügt Aguadulce über ein Salz- und Zuckermuseum (gegründet 1998). Sehenswert ist auch das nahegelegene Valle de Antón. Als beliebtes Touristenziel verfügt Aguadulce über mehrere Hotels und eine Reihe Restaurants.